# Tomačevo
Tomačevo je danes severno predmestno naselje Ljubljane, nekdaj pa vas pri Ljubljani, ki zdaj spada v ljubljansko Četrtno skupnost Posavje in ima okoli 2000 prebivalcev. Pred regulacijo struge reke Save je bilo pri Tomačevem priljubljeno kopališče Ljubljančanov. Tu je nesrečno utonil Matija Čop.
Naselje se nahaja med Stožicami in Jaršami, v bližini pokopališča Žale ter med Savo in ljubljansko obvoznico. S centrom mesta je povezano z mestnima avtobusnima linijama št. 19B in 19I. Središče vasi je ob cerkvi Sv. Marjete. V Tomačevem so urejena športna igrišča, kraj je znan tudi po gostilni Kovač, ter gostilni in penzionu Kmečki hram. 
Na ljubljanski obvoznici v neposredni bližini se nahaja tudi največje krožišče v državi.

## Izvor imena
Ime je skrajšana oblika imena Tomačevo selo, kjer se je beseda selo v zgodovini izgubila. Najverjetneje izvira iz imena Tomislav, lahko pa tudi nemškega imena Tomas.

## Zgodovina
Vas je bila prvič omenjena leta 1430 kot Tomatsch. Naslednje omembe so iz leta 1438, Tůmelsdorff  in Tümelsdorff leta 1455. Tomačevo in Jarše bi naj zaradi zemljiške porazdelitve s kombinacijo prog in manjših delcev kazale na to, da so mlajše vasi v Ljubljanskem Posavju, v primerjavi z Ježico, Savljami, Klečami in Stožicami. 
6 Julija 1835 je v Savi pri tomačevem umrl Matija Čop. Sem je prišel na osvežitev in kopanje, ki je bilo nekoč tukaj zelo popularno.
Tomačevo je bilo pred 2. sv. vojno kmečka vas v ježenski občini, znana po pridelovanju zelja. Tu je bilo največ srednji kmetov, nekaj velikih in skoraj polovico delavcev, ki so bili z delom in življenjem povezani z Ljubljano. 
Med drugo svetovno vojno je Tomačevo pripadlo Italiji. Osvobodilno gibanje se je tukaj razvilo nekoliko kasneje kot v sosednjih vaseh Ljubljanskega Posavja. Delo partijske celice in borbene skupine se je začelo julija 1941. Veliko vlogo so imeli Ivan Kavčič – Nande, Franc Tavčar – Rok in Franc Mavec. 25. Septembra 1941 je borbena skupina streljala na italijansko vojaško patruljo 13. Artilerijskega polka. En vojak je bil ranjen. Mesec kasneje je italijanska vojaška patrulja ranila kmeta Ignaca Blasa. 15. Avgusta 1942 so Italijani zažgali hlev in hišo Smrajčevih. Domačini so prihiteli napomoč pri gašenju, tako da je zgorel samo skedenj. Dva dni kasneje je bil France Smrajc ustreljen kot talec.
Po vojni so pred bivšim zadružnim doom v Tomačevem postavili spominsko ploščo petnajstim padlim borcem. Na Hočevarjevo hišo pa so postavili spominsko ploščo v spomin na bunker, ki je bil tukaj zgrajen, za delovanje radijske postaje, za potrebe delovanja OF, NOV, in POS. Tu je delovala Urška Zatler in ing. Miloš Brelih. Bunker je ohranjen in med vojno ni bil odkrit.  
V 60-letih prešnjega stoletja so na območju Tomačevega zgradili filmsko mesto za snemanje western filmov. Tukaj so snemali enega bolj znanih filmov, Vinetou. Kmalu je bilo mesto uničeno in zažgano, v preostale barake pa so se naselili prišleki iz drugih republik Jugoslavije.
V 80-letih je bila med Tomačevim in Črnučami zgrajena črnuška vpadnica preko mostu čez Savo. Oktobra 1996 je bil zgrajen odsek med Šmartinsko in Dunajsko cesto s krožiščem Tomačevo. Krožišče Tomačevo je bilo v letu 2010 rekonstruirano, razširjeno in semaforizirano zaradi priključevanja novih krakov mestnih cest in Športnega parka Stožice.
Danes lahko Tomačevo razdelimo na dva dela. In sicer stari del, kjer so ohranjene kmetije, ki se že iz roda v rod prenašajo med avtohtonimi prebivalci, in novejši del ki je nastal na področju nekdanjega barakarskega naselja in ga v večjem delu poseljujejo prebivalci iz nekdanjih republik Jugoslavije. Spada pod četrtno skupnost Bežigrad. 

## Barakarsko naselje in črne gradnje
Pred drugo svetovno vojno so se za Savo pri Tomačevem začele pojavljati prve barake. Med vojno so Italijani barake izpraznili, po vojni pa so zopet dobile nove stanovalce. Leta 1965 je bilo 13 barak, naslednje leto pa že 30. Celotno naselje je imelo eno samo hišno številko.. Leta 1975 je v barakah živelo že 2000-2500 prebivalcev, večinoma iz drugih republik Jugoslavije. Vse barake so bile zgrajene v najožjem rezervatu mestnega vodovoda, kjer gradnja ni dovoljena. Naselje je bilo brez vodovoda in kanalizacije. Vodo so dobivali s cevmi zabitimi v zemljo. Ob hišah pa so bila stranišča z greznicami. Leta 1980 je bilo v naselju okrog 200 barak. Problem so skušali rešiti tako, da so prebivalcem zgradili 31 novih stanovanj. Ti so barake zapustili ali jih celo preprodali. Tako da so kaj kmalu dobile nove prišleke. Problem še zdaleč ni bil rešen. Težave, ki so se zraven pojavljale je bilo z odpadki močno onesnaženo območje, saj so barakarji imeli veliko črnih odlagališč, greznice so onesnaževale ljubljansko podtalnico, dosti vodnjakov, ki so jih imeli pa je bilo okuženih. Okolica Tomačevega je bila in je še, eno najbolj z odpadki obremenjenih območij v okolici Ljubljane. V 90-letih so barakarsko naselje podrli in zgradili vrstne hiše, v bližini pa so se pojavile črne gradnje. Te predstavljajo težave v današnjem času. Hiše so zgrajene na poplavnem območju ob Savi, ki je hkrati vodovarstveno območje, nimajo urejene kanalizacije, elektrike ter ostalih stvari. 
Leta 2015 je prišlo do upora prebivalcev črnih gradenj, zaradi poskusa odklopa elektrike. Črne gradnje v Tomačevem so sicer brez elektrike ostale že prej, saj so njihovi prebivalci za elektriko plačevali podjetju Gradient, ki pa je šlo v stečaj. Na pobudo civilne zaščite je Elektro Ljubljana dovolil tri mesečni začasni priklop elektrike zaradi zime in težkih razmer. Na zahtevo državnega inšpektorata pa so kasneje prebivalci fizično preprečili izklop. Prišlo je tudi do groženj, z zažigom Ljubljane, v primeru odklopa. Obiskal jih je sam župan Ljubljane Zoran Janković in ponudil agregat, ki bi naj napajal sosesko do legalizacije. Prebivalci so bili proti. Za zdaj se napajajo preko posrednika, ki ga nočejo razkriti in ne dovolijo da bi se ugotovilo. 
Občina si dalj časa prizadeva legalizirati črne gradnje v tem delu Tomačevega, kar pa ostaja problem zaradi vodovarstvenega območja. Pri tem je mnogih kritik, s strani državljanov Slovenije, deležen župan Ljubljane, Zoran Janković. Očita se mu nekaznovanje ljudi, ki kršijo zakone, neenakost pri obravnavi črnih gradenj, nekateri pa omenjajo tudi nabiranje točk pri svojih rojakih. 
Leta 1966 je bilo porušeno filmsko mesto propadlega Filmservisa ob gramozni jami v Tomačevem. V preostala poslopja se je naselilo 17 družin, Leta 1973, jih je bilo že 53. Zopet so bili večinoma prebivalci iz drugih republik Jugoslavije. V naselju je bil en vodnjak in štiri stranišča (gramoznice), bili so brez elektrike. Naselje so leta 1976 spraznili in zažgali, tedanjih 280 prebivalcev pa so preselili v ustreznejša stanovanja. Izmed vseh barak so bile tudi lesene hiške, ki so jih uporabljali za snemanje western filmov, najbolj znani je Vinnetou.

## Sloves Tomačevega
Zaradi barakarskih naselij ima Tomačevo že stoletje slab sloves med prebivalci Ljubljane. V povezavi z neurejenimi razmerami in kulisami za snemanje western filmov, se mu je nadelo slabšalno ime Ljubljanski Texas ali pa kar divji zahod. Priseljevanje prebivalcev iz bivših republik Jugoslavije pa je zaradi njihove drugačne mentalitete ustvarilo še dodaten odpor do tega dela Ljubljane. K temu je pripomogla tudi močno onesnažena okolica ter na pogled grdo in neurejeno področje. Pojavil se je tudi kriminal ter nasilje z grafiti, ki prikazujejo srbske nacionalistične simbole, ter poveličevanje srbskih nacionalističnih teženj (primer: Srbija do Tokija, tukaj je Srbija itd.), ki jih državne oblasti nerazumno tolerirajo. Kljub slabšemu slovesu je bilo od osamosvojitve republike Slovenije storjeno veliko, barakarskega naselja ni več, zgrajene so bile nove urejene soseske, del prebivalstva se je integriral, leta 2010 in 2012 pa sta potekali čistilni akciji očistimo Slovenijo, ki sta to območje precej očistili. Tudi kasneje se je še izvajalo čiščenje tega območja in se še izvaja. Na žalost pa nova odlagališča še zmeraj nastajajo. Območje je polepšal nov park ob Savi, ki se razprostira od Ježice pa do Jarš. Območje so očistili, zaraščena področja posekali in blokirali dostopne poti do parki, ki onemogočajo dovoz odpadkov.     

## Demografija
Leta 1825 je bilo v Tomačevem 37 hiš. Od leta 1869 pa do 1953 se je število prebivalcev v Tomačevem povečalo za 40 %. Danes je ta številka večja še za približno 400% in šteje okoli 2000 prebivalcev.

## Znani ljudje
Ivan Kavčič – Nande (1913 – 1943) – Partizan in narodni heroj
Franc Schumi – (1848 – 1916) – Lokalni zgodovinar
Martin Semrajc – (1825 – 1849) - Pesnik

## Ulice in ceste v Tomačevem
- Tomačevo,
- V dolini,
- Celestinova,
- Blasov breg,
- Blasnikova,
- Dajnkova,
- Vrbovec,
- Raičeva,
- Šifrerjeva,
- Pot k Savi,
- Colarjeva.